# Турбо ТРКА
Турбо ТРКА (енгл. Turbo Fast), познато и као Турбо ФАСТ, анимирана је телевизијска веб-серија заснована на рачунарски анимираном филму из 2013. године, Турбо. Серију је продуцирао DreamWorks Animation, а анимацију је радио студио Titmouse. Премијерно је приказана на Netflix-у. То је прва Netflix-ова оригинална серија за децу, и прва серија коју је DreamWorks Animation продуцирао за Netflix.
Првих пет епизода прве сезоне, која обухвата укупно 26 епизода, објављено је 24. децембра 2013. године, док је остатак епизода прве сезоне објављено током 2014. године у групама по 5, 6 епизода. Свака епизода се састоји од два сегмента са по 11 минута изузев неколико епизода двоструке дужине. Друга сезона је објављена 31. јула 2015. године на Нетфликсу. Трећа и последња сезона, објављена је 5. фебруара 2016. године, такође на Нетфликсу.
Радња серије се одвија одмах након догађаја из филма, након што пуж по имену Турбо и његови пријатељи побећују зликовце. У питању је анимација коју је радио Мајк Руш, са гласовно и звучном режијом Андре Романо, уметничком режијом Антонија Канобиа, продукцијом Бена Калине, Шенона Прјноскија и Џенифер Реј и са извршним продуцентима Крисом Прјноскијем и Џеком Томасом.
У Србији је серија премијерно емитована 5. јун 2017. године на каналу Ултра, синхронизована на српски језик. Синхронизацију је радио студио Blue House. Серија је са новом синхронизацијом на српском, коју је радио студио Студио, кренула са емитовањем 6. јануара 2018. на каналу Minimax. Ниједна од две синхронизације нема DVD издања.

## Епизоде
| Сезона | Сезона | Епизоде | Епизоде             | Оригинална објава   | Оригинална објава  |
| ------ | ------ | ------- | ------------------- | ------------------- | ------------------ |
|        | 1.     | 26      | 5                   | 24. децембар 2013.  | 24. децембар 2013. |
| 5      | 1.     | 26      | 4. април 2014.      | 4. април 2014.      |                    |
| 5      | 1.     | 26      | 27. јун 2014.       | 27. јун 2014.       |                    |
| 5      | 1.     | 26      | 12. септембар 2014. | 12. септембар 2014. |                    |
| 6      | 1.     | 26      | 1. децембар 2014.   | 1. децембар 2014.   |                    |
|        | 2.     | 13      | 13                  | 31. јул 2015.       | 31. јул 2015.      |
|        | 3.     | 13      | 13                  | 5. фебруар 2016.    | 5. фебруар 2016.   |